# 二十分鐘的愛情
《二十分钟的爱情》（英語：Twenty Minutes of Love）是1914年由启斯东电影公司制作的美国喜剧无声电影。这部电影被广泛报道为查理·卓别林的导演處女作；而一些消息来源称约瑟夫·马德恩为导演，但普遍视前者为原作。

## 反响
《Bioscope》的评论家写道：“在这部电影中，卓别林扮演了一个不受欢迎但坚持不懈的追求者的角色。喜剧元素被突出，并且这位知名喜剧演员把握得很好。”
《运动摄影周刊》的一位评论家写道：“大量的喜剧元素被引入，不因查理·卓别林奇特滑稽动作发笑的人——嗯，一定很难取悦。”

## 演员
- 查理·卓别林 饰 扒手
- 明塔·德菲 饰 女人
- 埃德加·肯尼迪 饰 情夫
- 戈登·格里菲斯 饰 男孩
- 切斯特·康克林 饰 扒手
- 约瑟夫·斯威卡德 饰 受害者
- 汉克·曼 饰 睡觉者[4]
- 伊娃·纳尔逊